# 切奥尔伍尔夫
切奧爾伍爾夫是一个威塞克斯國王。根據《盎格魯-撒克遜編年史》，他在位十四年，與《聖尼茨編年史》相同，但西撒克遜族譜記錄顯示他在位17年。